# Hans Heinz Holz
Hans Heinz Holz (Frankfurt am Main, 26 de febrero de 1927-11 de diciembre de 2011) fue un filósofo marxista alemán.

## Biografía
Holz formó parte de la resistencia alemana durante la Segunda Guerra Mundial y fue arrestado por la Gestapo a los 17 años. Después de la guerra estudió filosofía. Se doctoró en Leipzig con Ernst Bloch. Desde 1952 ejerció de periodista al mismo tiempo que realizaba trabajos de investigación sobre crítica del teatro, del arte y de la cultura. Desde 1962 a 1964 dirigió los programas nocturnos del “Hessischer Rundfunk” en Frankfurt am Main. Profesor de la “Volkshochschule” de Darmstadt de 1952 a 1956 y de Zürich de 1965 a 1970. Profesor invitado en la Universidad Libre de Berlín en 1969. En 1971 fue nombrado para una cátedra de Filosofía en la “Rijksuniversiteit Groningen” (Holanda) de la que fue decano de 1987 a 1989. Se jubiló en esta universidad en 1997. Esconocido por sus conocimientos enciclopédicos de la historia de la filosofía por una parte y por sus puntos de vista ideológicos expresamente abiertos por otra. Influenciado por la monadología de Gottfried Wilhelm Leibniz, considera la Widerspiegelung (reflexión) no solo como epistemolia, sino también como categoría ontológica. Algunos críticos veen aquí un peligro de desviarse del materialismo. Aunque Holz se vio como seguidor de los pasos de Lenin, su visión es debatida entre los círculos de izquierdas. Ha colaborado con publicaciones de extrema izquierda como "Marxistische Blätter" y "Weißenseer Blätter". Seincorporó en el Partido Comunista Alemán en 1994.

## Obra
- Dialektik und Widerspiegelung, Köln: Pahl Rugenstein 1983
- Dialectische constructie van de totaliteit, Groningen: Uitgeverij Konstapel 1983 (co-authors Jeroen Bartels, Detlev Pätzold and Jos Lensink)
- Dialectiek als open systeem, Groningen: Uitgeverij Konstapel 1985 (co-authors Jeroen Bartels, Detlev Pätzold and Jos Lensink)
- De actualiteit van de metafysica, Kampen: Kok-Agora 1991
- Niederlage und Zukunft des Sozialismus, Essen: Neue Impulse Verlag 1991
- Gottfried Wilhelm Leibniz. Eine Einführung, Frankfurt/M. / New York: Campus 1992
- Philosophische Theorie der bildenden Künste
  - Band I, Der ästhetische Gegenstand. Die Präsenz des Wirklichen, Bielefeld: Aiesthesis Verlag 1996,
  - Band II, Strukturen der Darstellung. Über Konstanten der ästhetischen Konfigurationen, Bielefeld: Aisthesis Verlag 1997
  - Band III, Der Zerfall der Bedeutungen. Zur Funktion des ästhetischen Gegenstandes im Spätkapitalismus, Bielefeld: Aiesthesis Verlag 1997
- Einheit und Widerspruch. Problemgeschichte der Dialektik in der Neuzeit
  - Band I: Die Signatur der Neuzeit, Stuttgart/Weimar: J. B. Metzler 1997
  - Band II: Pluralität und Einheit, Stuttgart/Weimar: J. B. Metzler 1997
  - Band III: Die Ausarbeitung der Dialektik, Stuttgart/Weimar: J. B. Metzler 1997
- Gesammelte Aufsätze aus 50 Jahren
  - Band I: Der Kampf um Demokratie und Frieden, Essen: Neue Impulse Verlag 2003
  - Band II: Deutsche Ideologie nach 1945, Essen: Neue Impulse Verlag 2003
- Weltentwurf und Reflexion. Versuch einer Grundlegung der Dialektik. Stuttgart/Weimar: J. B. Metzler 2005